# Давид Валлийский
Святой Давид Валлийский (около 500 — по одним данным 587, по другим около 601) — (лат. David, валл. Dewi), Давид Меневийский — епископ, просветитель и святой покровитель Уэльса. Почитается как святой в католической, англиканской и православной церквях.

## Биография
Давид родился в юго-западном Уэльсе — традиционно считается, что местом его рождения был Хенвинив (лат. Vetus Menevia) возле Аберайрона (ныне графство Кередигион), однако в Пембрукшире есть традиция, что Давид родился к Капелл-Нон («Часовне Нон») возле нынешнего Сент-Дейвидса. Отцом его валлийские источники называют короля Санта, но, вероятно, эта традиция основана на неверном прочтении латинской рукописи: там было сказано sanctus rex ceredigion, «святой король Кередигиона», что было неверно понято как «Санкт, король Кередигиона». Матерью его называют святую Нонну, житие которой сохранилось в среднебретонской записи. Согласно генеалогии Bonedd yr Arwyr («Происхождение героев») св. Нон была внучкой Утера Пендрагона, соответственно св. Давид считался внучатым племянником короля Артура. Святой Гистилиан (Gistilian) был дядей Давида Валлийского.
О жизни св. Давида известно совсем немного: родился он в конце V века или в начале VI века: на этот счёт существуют разные традиции — от 462 до 512 года. Известно, что он был епископом Меневии (Менопии), города на юго-западе Уэльса (ныне называется его именем — Сент-Дейвидс, по-валлийски — Tyddewi, «дом Давида»), принимал участие в соборе в Лландеви-Бреви, где иерархи британской церкви боролись с ересью пелагианства. В 569 году он председательствовал на ещё одном соборе (вероятно, также антипелагианском) в месте под названием Lucus Victoriae.
Относительно дат его смерти свидетельства расходятся. «Анналов Камбрии» помещают его смерть под 603 или 606 годом (David episcopus Meneuensis obiit и David episcopus moni iudeorum). Однако у Гальфрида Монмутского смерть Давида, епископа Меневийского, упоминается около 544 года, и эта дата — взятая, вероятно, у Гальфрида — повторяется у многих поздних писателей, таких как Гиральд Камбрийский и Вильям Мальмсберийский. Согласно легенде, Давид умер во вторник, 1 марта, примерно в 590 году — точнее, в 589 году, так как именно тогда 1 марта выпадает на вторник.

## Традиции
Большая часть сведений о Давиде дошла до нас не из современных источников, а из более поздних, в первую очередь из «Жития Давида», созданного монахом Ригивархом примерно в конце XI века. Обычно считается, что валлийское житие (Buchedd Dewi Sant) является переводом с латыни.
Насколько эти традиции имеют отношение к реальной жизни Давида — неизвестно; не исключено, что среди них есть и аутентичные, однако узнать это не представляется возможным. Достоверность сведений Ригиварха сомнительна ещё и потому, что житие св. Давида было создано вскоре после нормандского завоевания, и его автор мог преследовать политические цели — утверждение церковной независимости Уэльса от Англии.
Согласно житию Ригиварха, порядки, которые Давид устанавливал в монастырях, отличались большой строгостью. Монахи много работали, разговаривать разрешалось только при произнесении молитв или по крайней необходимости, запрещалось использовать в работе животных: плуги монахи тащили сами, не переставая молиться. Крайне скуден был рацион — овощи, хлеб и вода. Сам же Давид пил только воду, отсюда пошло его прозвище Aquaticus.
Самое известное чудо, приписываемое святому Давиду, связано с историей, произошедшей на соборе в Лландеви-Бреви: когда он говорил свою речь против пелагиан, земля, на которой он стоял, поднялась и образовала небольшой холм, чтобы все слышали его проповедь. Одновременно на плечо Давиду сел голубь — знак Святого Духа. Якобы именно после этого собора Давид стал архиепископом всего Уэльса (правда, неясно, существовал ли вовсе такой диоцез). Кроме того, Давид, будучи учеником св. Паулина, излечил того от слепоты.
Ригиварх также сообщает, что Давид стал епископом во время паломничества в Иерусалим.
Как сообщает Ригиварх, последними его словами было «Делайте маленькие дела» (валл. Gwnewch y pethau bychain).
Почитание Давида как святого признано допустимым папой Каликстом II в 1120 году. Почитание распространено в Уэльсе, а также Англии и Ирландии.
Память св. Давида Валлийского празднуется во всех христианских церквях 1 марта. В Уэльсе 1 марта считается национальным праздником. В Русской православной церкви память также совершается в Третью неделю по Пятидесятнице, в день празднования Собора Британских и Ирландских святых.